# Geografia histórica

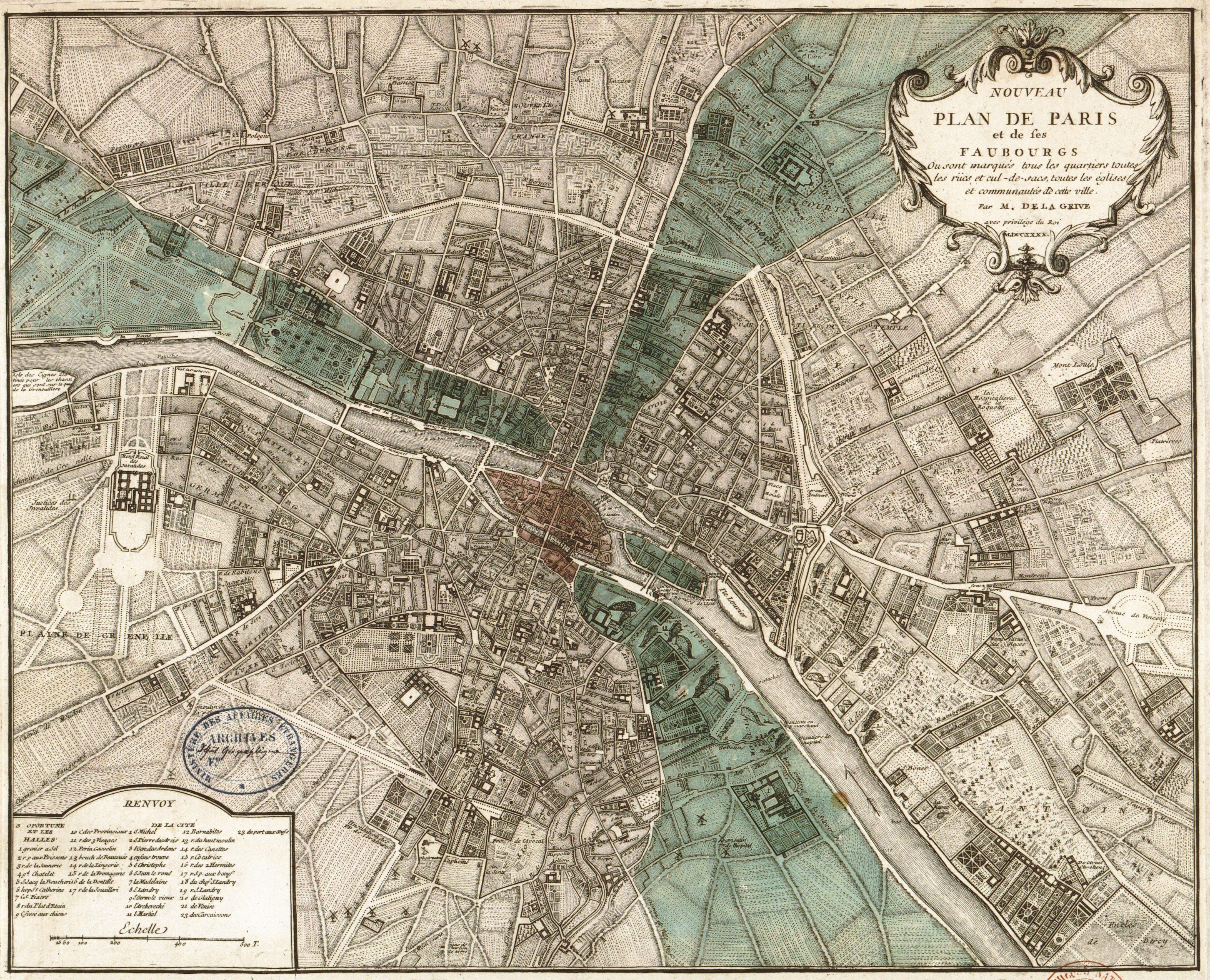
Mapa de Paris (1740).

Geografia histórica é o estudo das geografias humana, física, ficcional, teórica e "real" do passado. A geografia historica estuda uma ampla variedade de tópicos e questões. Um tema comum é o estudo das geografias do passado e como um local ou região muda através do tempo. Muitos geógrafos históricos estudam os padrões geográficos através do tempo, incluindo como as pessoas interagiram com seu ambiente, e criaram sua paisagem cultural.
A geografia histórica busca determinar como características culturais das várias sociedades ao redor do planeta emergiram e evoluíram, entendendo sua relação com seus ambientes locais e arredores.
Para alguns nos Estados Unidos, o termo geografia histórica tem um significado mais especializado: o nome dado por Carl Ortwin Sauer da Universidade da California, Berkeley para seu programa de reorganização da geografia cultural através de linhas regionais, começando nas primeiras décadas do século XX. Para Sauer, uma paisagem e as culturas existentes nela apenas poderiam ser entendidas se todas as suas influências através da história fossem levadas em conta: físicas, culturais, econômicas, políticas, ambientais. Sauer colocou a especialização regional como único meio de ganhar experiência suficiente nas regiões do mundo. Sua filosofia foi a principal influência no pensamento geográfico norte-americano na metade do século XX. Especialistas em regiões continuam em departamentos acadêmicos de geografia hoje em dia. Mas alguns geógrafos sentem que isto prejudicou essa disciplina; que muito esforço foi gasto na coleta de dados e na classificação, e pouco na análise e na explicação. Estudos se tornaram mais e mais específicos em certas áreas conforme os geógrafos posteriores procuravam locais diferentes para tentar engrandecer suas carreiras. Estes fatores podem ter levado à crise de 1950 na geografia norte-americana, que levantou sérias questões sobre a geografia como disciplina acadêmica nos Estados Unidos.
Este campo da geografia humana é intimamente relacionado à história e à história ambiental.

## Geo-história
Um ramo da Geografia Histórica é a Geo-história, que consiste em um método de análise que alia as dimensões espacial e temporal para compreender a evolução econômica das civilizações, extrapolando as tradições científicas dos campos da Geografia e História e incorporando elementos sócio-biofísicos na composição da “história completa” do mundo. O termo "Geo-história" foi cunhado num momento de virada epistemológica que promoveu a transição de uma história factual para uma história crítica, conhecida como História Nova, influenciada pela Escola dos Annales. Além disso, durante o século XX, a Geografia Histórica passa a buscar cada vez mais resgatar e valorizar a importância da ciência histórica para compreender os processos geográficos. É nesse contexto que o historiador francês Fernand Braudel, vinculado à Escola dos Annales e à História Nova, passa a ser considerado o pai da Geo-história, concebendo essa abordagem como uma forma de propor uma superação da crise epistêmica vigente na Geografia e na História. Braudel procura atualizar conceitos e métodos para estudar a história das sociedades e dos ambientes no mundo, conectando Geografia e História mediante as noções de ritmo e circulação.
Na epistemologia braudeliana, a primeira barreira teórico-conceitual a ser transpassada é a do afastamento disciplinar entre a Geografia, que tradicionalmente trabalha com objetos materiais relacionados ao espaço, e a História, que trabalha com objetos imateriais que estão relacionados ao tempo. Portanto, a Geo-história utiliza a espacialidade como o elemento responsável por particularizar os fenômenos históricos, incorporando elementos espaciais — tais como natureza, posição, distância e território — na composição da história. Além de superar a visão clássica da Geografia, enquanto ciência que descreve as paisagens, e da História, enquanto ciência que narra os acontecimentos, a Geo-história permite o abandono do paradigma linear de uma suposta evolução do estágio de barbárie ao estágio de civilização no mundo, já que é necessário compreender a mudança histórica dos fenômenos geográficos. Dessa forma, o “fazer geo-histórico” é baseado em preceitos como a participação essencial dos lugares na execução de fatos históricos; o destaque dos relacionamentos topológicos (entre lugares) e escalares (entre escalas) na história - ao mesmo tempo espacial e temporal; a realização dos estudos históricos com base também na sensibilidade geográfica; o papel do território e da territorialidade na gênese dos processos históricos; entre outros.

### Perspectivas e abordagens
A Geo-história se utiliza de algumas perspectivas e abordagens para embasar sua produção acadêmica. Por exemplo, o conceito de tempo geográfico, no qual a sequência passado-presente-futuro é substituída por uma articulação teórico-conceitual que mescla temporalidades distintas e cujas durações são diversas. Com isso, a “história total” do mundo, sempre situada nos seus devidos recortes espaciais, passa a ser dividida em temporalidades de curta, média e longa duração, associadas respectivamente aos tempos dos eventos, das conjunturas e das estruturas. Outra abordagem apropriada pela Geo-história é a epistemologia territorial, que estuda a genealogia dos processos históricos e a capacidade de movimentação no espaço dos fatores de produção (pessoas, mercadorias, capitais, informação etc.) para compreender territorialidades e mobilidades espaciais e conceber o território como a causa explicativa das dinâmicas sociais.
Para a Geo-história, é de grande importância incluir a componente espacial na equação histórica do capitalismo, de modo a compreender como as frentes de ocupação e exploração foram capazes de gerar ampliação e controle de novos mercados consumidores e produtores de matérias-primas. Assim, a dinâmica de predação de recursos foi responsável não somente pela exaustão dos ecossistemas, mas também pela fragmentação do cenário econômico mundial em circuitos comerciais mais restritos a determinados países ou continentes. De modo a entender como se dão as relações sociais de produção no mundo, Braudel propõe o conceito de economia-mundo, que seria um sistema organizado em redes — políticas, econômicas, sociais e técnicas — que explicaria a evolução histórica do capitalismo. Nesse sentido, a economia-mundo se firma como a especificidade espacial da vida econômica das sociedades do mundo.